# 5 Aquilae
Désignations
5 Aquilae (en abrégé 5 Aql) est une étoile multiple de l'Aigle, située à ∼ 360 a.l. (∼ 110 pc) de la Terre.